# Gladys Afamado
Gladys Afamado de Sans (* 24. Mai 1925 in Montevideo, Uruguay; † 29. Dezember 2024) war eine uruguayische Künstlerin und Schriftstellerin.

## Leben und Werk
Afamado war Absolventin der Escuela Nacional de Bellas Artes. Dort war sie Schülerin Domingo Bazzurros und Adolfo Pastors. Töpfern erlernte sie 1954 bis 1955 im Rahmen eines kommerziellen Workshops und belegte 1960 einen diesbezüglichen Kurs bei Duncan Quintela. Im Siebdruck wurde sie 1975 bei Rimer Cardillo unterrichtet. Nach einem von 1981 bis 1982 währenden Studium der Semiotik bei Jorge Medina Vidal ging sie 1984 mit einem im Rahmen eines Wettbewerbes erlangten Stipendiums nach Spanien und besuchte einen Büttenpapierkurs in Capellades. 1965 bis 1985 war sie als Grafikerin des montevideanischen Club de Grabado tätig. Die vielfach ausgezeichnete und prämierte Künstlerin hatte seit 1978 zahlreiche eigene Ausstellungen in Uruguay, Peru, Kolumbien, Belgien und andernorts. Ebenfalls waren ihre Werke bei Werkschauen und Gemeinschaftsausstellungen weltweit zu sehen. Von 1987 bis 1997 führte sie überdies gemeinsam mit ihrer Schwester, der Sängerin und Schriftstellerin Ethel Afamado, das Solo-Konzert Canción e imagen auf. Des Weiteren veröffentlichte sie mehrere Gedichtbücher. Auch war sie im Bereich der digitalen Kunst aktiv und war in diesem Zusammenhang Bestandteil des im Jahr 1999 unter dem Titel Un notre web in Frankreich erschienenen Buches bzw. der CD-ROM von Akenaton.

## Ausstellungen (Auszug)

### Einzelausstellungen
- 1975: Galerie El Taller, Montevideo
- 1978: Galerie Partes, Medellín, Kolumbien
- 1984: Galerie 9, Lima, Peru
- 1985: Galerie Vezeley, Montevideo
- 1991: Galerie Del Correo Viejo, Montevideo
- 1998: kleine Grafik-Retrospektive im Sala Vaz Ferreira, Montevideo

### Gemeinschaftsausstellungen
- 1968: Biennale des Casa de las Américas in Havanna, Kuba
- 1983: 1. Bienal de Grabado, Montevideo
- 1986: 5. Biennale von Cali, Kolumbien
- 1988: 1. Triennale von Chamalières, Frankreich
- 1990: Estandartes de la libertad, Paris
- 1990: Diez Uruguayos, Bremen, Deutschland
- 1993: 1. Biennale von Maastricht, Niederlande
- 1994: 3. Triennale von Chamalières, Frankreich
- 2000: Biennale der Digitalen Kunst, Sarcelles, Frankreich
- 2004: El Arte en la Piedra, Montevideo Shopping, Montevideo
- 2005: VII. Salon de Arte Digital, Havanna, Kuba
- 2005: Salón del Futbol, Museo Nacional de Artes Visuales (MNAV), Montevideo
- 2006: II. Bienal do Gravura, Ceará, Brasilien

## Veröffentlichungen
- 1978: Signos vitales
- 1983: El perejil y sus adyacencias
- 1989: No espero respuesta
- 1995: Por los siglos de los siglos
- 1997: En la casa de la espera

## Auszeichnungen (Auszug)
- 1966: Erster Grafik-Preis beim Salón Nacional
- 1968: Erwähnung Casa de las Américas
- 1983: Grafik-Preis verbunden mit Spanien-Stipendium
- 1983: Preis der Inka-Malerei
- 1986: Premio Adquisición, Mini Print, Cadaqués, Spanien
- 1996: Erster Preis des Uruguayischen Bildungs- und Kulturministeriums (MEC) in der Sparte "Unveröffentlichtes" für En la casa de la espera
- 2000: Premio Morosoli
- 2005: Zweiter Preis Mosto&RojasArte Arte Digital Internacional, Argentinien